# L'Épée
 (novembre 2021).
Si vous disposez d'ouvrages ou d'articles de référence ou si vous connaissez des sites web de qualité traitant du thème abordé ici, merci de compléter l'article en donnant les références utiles à sa vérifiabilité et en les liant à la section « Notes et références ».
L’Epée 1839 (anciennement L'Épée) est une marque de luxe spécialisée dans la création et fabrication d’horloges mécaniques de luxe basée à Delémont, dans le Canton du Jura. Elle a repris la marque créée et développée à Sainte-Suzanne, dans le Pays de Montbéliard, par l'industriel d'origine suisse Auguste L'Épée (1798-1875). D'abord spécialisée dans les boîtes à musique dont elle a été un des principaux pionniers, puis dans l'horlogerie de haute précision, l'usine de Sainte-Suzanne a fermé définitivement en 1996 après 157 ans d'existence et plusieurs tentatives de diversification infructueuses, victime de l'avènement des montres à quartz et d'un climat social délétère, peu propice aux reconversions ou aux projets de reprise. 

## Histoire

### Des débuts difficiles

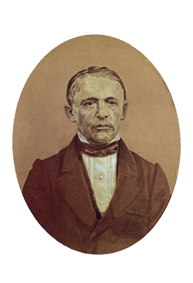
Auguste L'Epée

En 1833, le Genevois Pierre Henri Paur, fabricant de claviers pour boîtes à musique, achète les anciens bâtiments de la Ferme du Prince à Sainte-Suzanne et y lance une fabrication de boîtes à musique. Six ans plus tard, il est presque ruiné et s'associe au Neuchâtelois Auguste L’Épée pour relancer l'affaire. Il meurt trois mois plus tard et Auguste L’Épée, qui s'installe à Sainte-Suzanne avec toute sa famille, rachète ses parts à ses héritiers. 
Auguste L’Épée fonde donc la fabrique L’Épée le 1er août 1839. Maîtrisant la fabrication de toutes les pièces, y compris la mécanique de précision, la maison L’Épée acquerra rapidement une belle réputation de qualité pour ses boîtes à musique, dont une série de très beaux exemplaires est exposée au musée Beurnier-Rossel à Montbéliard. 

### Développement et prospérité de l'entreprise familiale
En 1845, la fabrique ne compte que 30 ouvriers. Dès 1857, L’Épée lance la mode les boîtes à musique insérées dans divers objets comme les jouets, boîtes à bijoux, poupées, etc. Ce sont les « petites musiques », aussi appelées « tabatières » car les premières ont été produites pour des boîtes de tabac à priser, dont L’Épée dépose le brevet 3 juillet 1857. L’Épée est alors la seule manufacture du monde à fabriquer la « musique d’enfant » actionnée par ce système breveté, à la fois simple à produire, peu coûteux et facile à commercialiser. Ces fabrications assurent la notoriété de L’Épée,.
En 1860, la production totale de boîtes à musique dépassait le million de pièces par an. En 1870, L’Épée employait 300 ouvriers. 

À partir de 1850, la manufacture L’Épée se diversifie et lance la production de porte-échappements pour réveils et pendules de voyages prestigieux [réf. nécessaire]. En 1857, L’Épée dépose ses premiers brevets auprès des autorités pour asseoir et protéger son savoir faire en la matière. La manufacture est alors reconnue [réf. nécessaire] dans le monde horloger pour ses portes échappements de qualité. Certains brevets tels que ceux sur l’"anti-rebattement", l’"auto-démarrant" ou encore l’échappement à force constante ont marqué leur époque.   

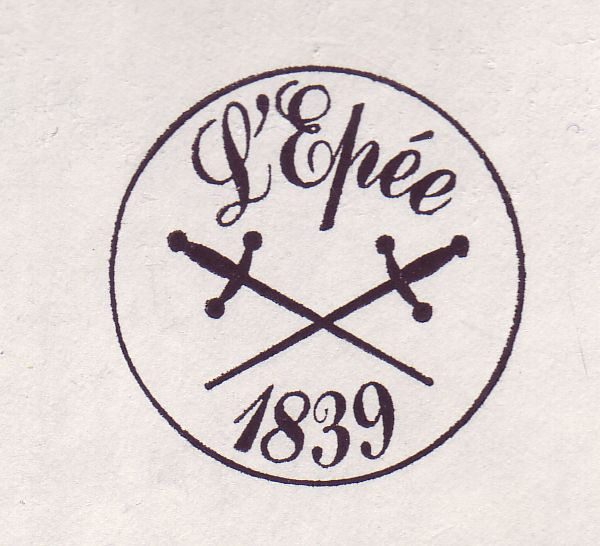
Logo traditionnel de la marque L’Épée (jusqu'en 2008)

En 1861, face à ces succès, Auguste L'Épée décide de construire une nouvelle usine à proximité de la "ferme" de l'autre côté de la route départementale. Achevée en 1862, la nouvelle usine est dotée d'une machine à vapeur et d'un atelier d'ébénisterie pour les boîtes en marqueterie. Elle est agrandie en 1868 et équipée d'une nouvelle machine à vapeur plus puissante en 1871.
En 1875, à la mort de son père, Henry L’Épée prend la direction de l’usine et développe l'activité horlogerie (porte-échappements et mécanismes). La production annuelle de porte-échappements augmente peu à peu durant deux décennies. Elle atteint en 1889 une production annuelle de 200 000 échappements.
Le 23 juin 1879, L’Épée dépose le brevet d'un porte-échappement à deux roues d’échappement à dents pointues tournant en sens contraire, liées par un engrenage. Le porte-échappement mécanique est à l’origine de la création de pendules de voyage. Cette activité restera florissante jusque vers 1914. La qualité des produits de L’Épée est récompensée par diverses médailles d’or reçues lors des expositions universelles de Paris en 1889 et 1900, Vienne en 1892, Hanoï en 1902, mais également celles d’Amérique et de Grande-Bretagne.   
Henry L’Épée charge son fils Frédéric de développer et de diriger la production de phonographes, activité qui fonctionnera à plein de 1896 à 1915. Après la Première Guerre mondiale, l’usine connaît quelques difficultés. Un second Henry L’Epée, le fils de Frédéric, prend en 1931 la direction de la société et lui redonne dynamisme en modernisant, perfectionnant et développant des moyens de production moderne, essentiellement destinés à la production de pièces d'horlogerie et de mécanique de précision. Il se lance aussi à partir de 1935 dans la fabrication des baromètres "Anéra". Cette activité durera jusqu’en 1958.
En 1955, l’usine compte 135 ouvriers ; elle fabrique des porte-échappements, des mouvements, des baromètres et des éléments de tableaux de bord pour les avions (altimètres, variomètres). De 1958 à 1960, les méthodes de travail évoluent, le montage à la chaîne fait son apparition. Les années 1960-1970 sont prospères et deux ateliers de porte-échappements sont créés dans le Haut-Rhin, l'un à Saint-Louis, qui fonctionnera de 1950 à 1969, et l'autre à Sainte-Marie-aux-Mines, qui fonctionnera de 1960 à 1969. En 1964 Henry L’Épée décède et c’est sa veuve Madame Émilie L’Épée qui reste propriétaire de l’entreprise, et nomme le neveu d'Henry L'Epée, Frédéric Girardot, directeur[réf. souhaitée]. On compte alors 600 ouvriers et la production culmine à plus de 200 000 mouvements et, en 1968, plus d’un million de porte-échappements. L'entreprise n'a alors aucune dette. Mais L’Épée subit à partir du début des années 1970 la concurrence des montres à quartz. En outre, L’Epée, qui exporte 80 % de sa fabrication, perd de nombreux clients au profit des Suisses lors des grèves de 1968. Mme Emilie L'Epée refuse la diversification prônée par Frédéric Girardot pour la survie de l'entreprise, et celui-ci démissionne en 1970.[réf. souhaitée]

### L’Épée sans la famille

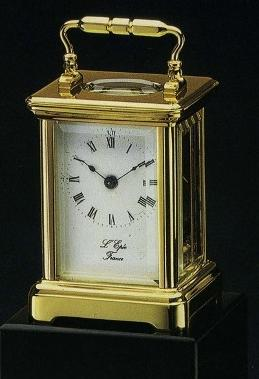
Pendule de voyage L'Epée

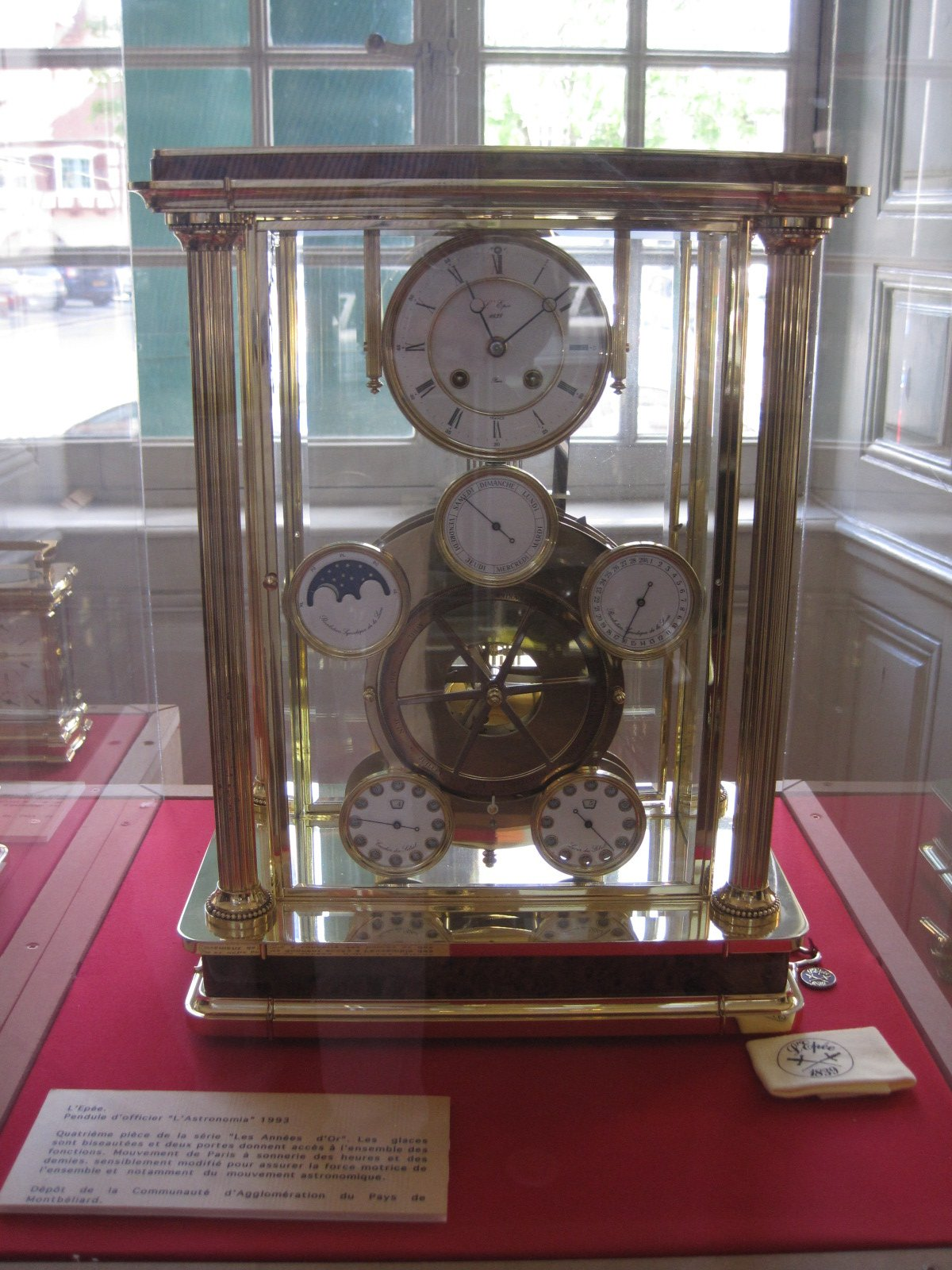
L'"Astronomia" (1993) (coll. Musée Beurnier-Rossel)

En 1975, la société L’Épée est vendue à Manurhin-Matra et se lance dans la fabrication des pendulettes de voyage. inspirées des pendules Japy du siècle précédent choisies par Émilie L’Épée et dont l'entreprise fabrique déjà depuis longtemps la partie la plus technique, les porte-échappements. En outre L’Épée se diversifie et produit des chargeurs à munitions. En 1976, la manufacture L’Épée participe au projet Concorde en équipant de pendulettes murales les premiers vols commerciaux de cet avion supersonique.
En 1986, L’Épée est vendue à la holding industrielle SFPI ; son directeur, Monsieur Philippe Campana, tente d'associer l'image de L’Épée au luxe à la française. L’Épée se fait connaître dans les médias, en association avec les Cristalleries de Baccarat ou la maison - Hermès et réalise par exemple une série de pendulettes numérotées de 1 à 100 à l’occasion du mariage du prince Charles, ou à l’occasion du centenaire de la statue de la Liberté. 
En novembre 1992, L’Épée dépose son bilan et le 21 avril 1993, le Groupe horloger Laval reprend l'entreprise avant de la céder en 1995 à la société Georges Méreau. Celle-ci procède à des licenciements. L'effectif n'est plus que de 60 personnes tandis que le passif s’élève à environ 17 millions de francs.
Malgré cela, l’entreprise présente à la foire de Bâle en avril 1993, une superbe pendule très complexe de 24 kg, « Astronomia », qui donne l’heure, les phases de lune, le jour, la date, le mois, l’heure du lever et du coucher du soleil d'une valeur de 100 000 francs.
En mars 1994, L’Épée présente au Carrousel du Louvre à Paris « la Géante » ou « le Régulateur géant », la plus grande pendule du monde, d’une hauteur de 2,20 mètres et d'un poids de 1,2 tonne, son mouvement mécanique pesant à lui seul 120 kilogrammes. Cette pièce unique a nécessité plus de 2 800 heures de travail. L’Épée fait donc son entrée dans le livre Guinness des records. Cette horloge a par la suite effectué une tournée à travers l’Europe, le Moyen-Orient et les États-Unis. Cela n’empêche pas un nouveau dépôt de bilan en 1995 suivi d’un rachat par SFPI France qui ne maintiendra l’activité que pendant un an environ.
En janvier 1996, L’Épée est en cessation de paiement. La mauvaise conjoncture économique, la morosité ambiante, les actifs et la trésorerie ne permettent pas le maintien de l’entreprise. Il reste alors 65 salariés. Le passif atteint 22 millions de francs. Le 7 mars, Frank Muller, de Genève, présente un projet de reprise, mais les négociations n’aboutissent pas et il retire sa proposition le 29 juin. L’usine est occupée en juillet. En août 1996, la justice estime que la poursuite de l’occupation est illégale. Le 12 septembre, l’ordonnance de liquidation est contrecarrée par le maintien de l’occupation. Le 14 septembre, les salariés "entrent en résistance" et occupent l'entreprise. Le 16 septembre, l’expulsion des occupants est assurée par les forces de l’ordre.
Ce conflit dur qui décourage toute nouvelle proposition de reprise conduit au dépôt de bilan définitif de L’Épée et à l'arrêt de l'usine de Sainte-Suzanne.

### L’Épée transférée à Delémont

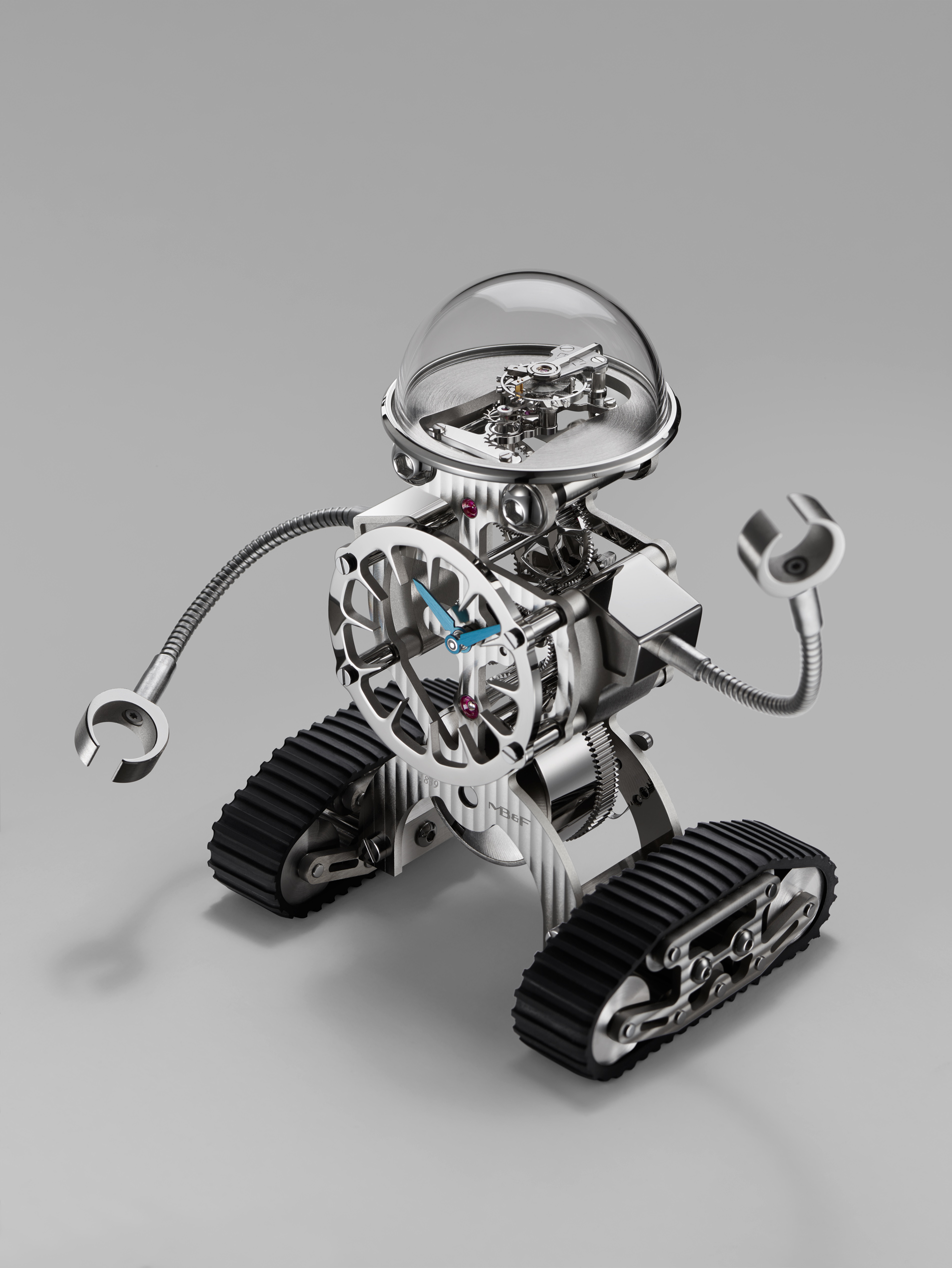
Sherman - Horloge robot manufacturé à Delémont

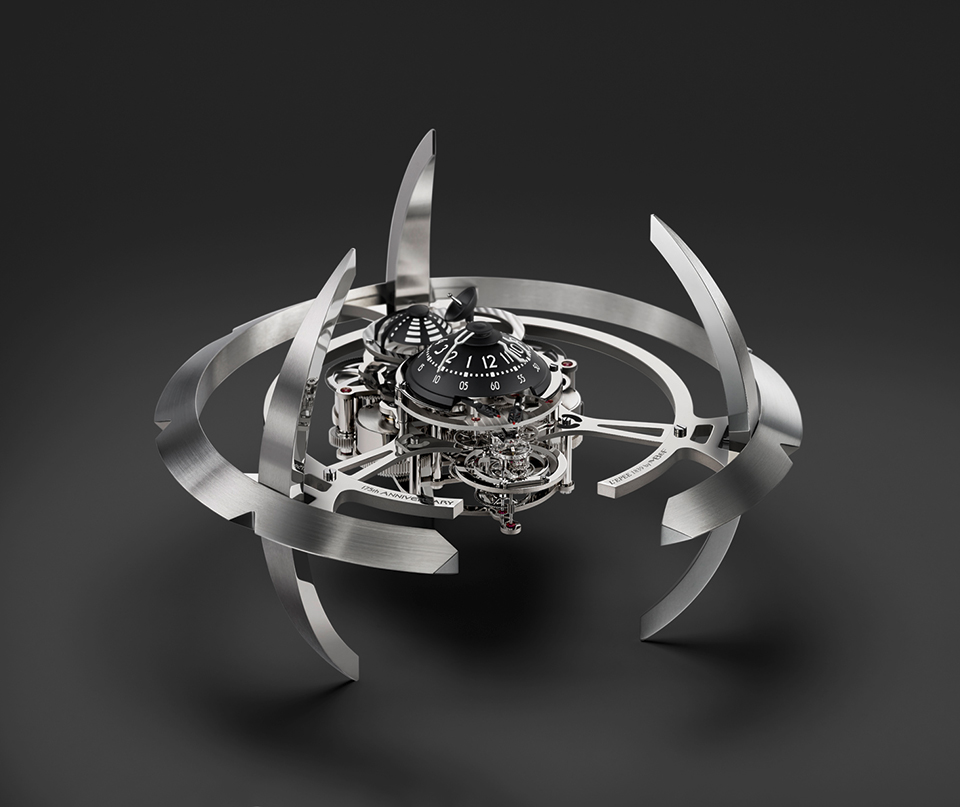
Starfleet Machine

En 2008, Swiza SA, manufacture suisse, alors propriétaire de la marque « Swiza 1904 » et « Matthew Norman », fait l’acquisition de la marque L’Épée auprès de l’horloger anglais F.A. Gluck Ltd qui l'avait achetée en 1999 après la liquidation de l'entreprise française. Du design, au montage en passant par la réalisation de l’ensemble des composants - de l’usinage à la finition - les pendulettes sont à nouveau réalisées entièrement en interne mais à Delémont et non à Sainte-Suzanne. Faible consolation après la liquidation de l'usine de Sainte-Suzanne, certains ont relevé que, par cette reprise, la marque L’Épée était en quelque sorte retournée à ses origines suisses, puisque son fondateur était venu du Pays de Neuchâtel pour y fonder l'entreprise à laquelle il devait donner son nom. 
À partir de 2009 sous la marque "L’Épée 1839", Swiza développe une nouvelle gamme de produits : horloges de table comprenant une gamme sophistiquée d’horloges de voyage classiques, de modèles contemporains (Le Duel) et de modèles minimalistes d’avant-garde (La Tour). Les créations L’Épée intègrent des complications horlogères [réf. nécessaire] comme les secondes rétrogrades, les indicateurs de réserve de marche sous forme de logos animés, les calendriers perpétuels, les tourbillons, les sonneries, etc. Les très grandes réserves de marche et les remarquables finitions sont devenues des signatures de la marque [réf. nécessaire].  
En 2014, année du 175e anniversaire de la marque, L’Épée 1839 présente des « sculptures horlogères » : la Starfleet Machine et la Two Hands, puis, en 2015, le robot Melchior en partenariat avec la marque MB&F.

## Collection actuelle

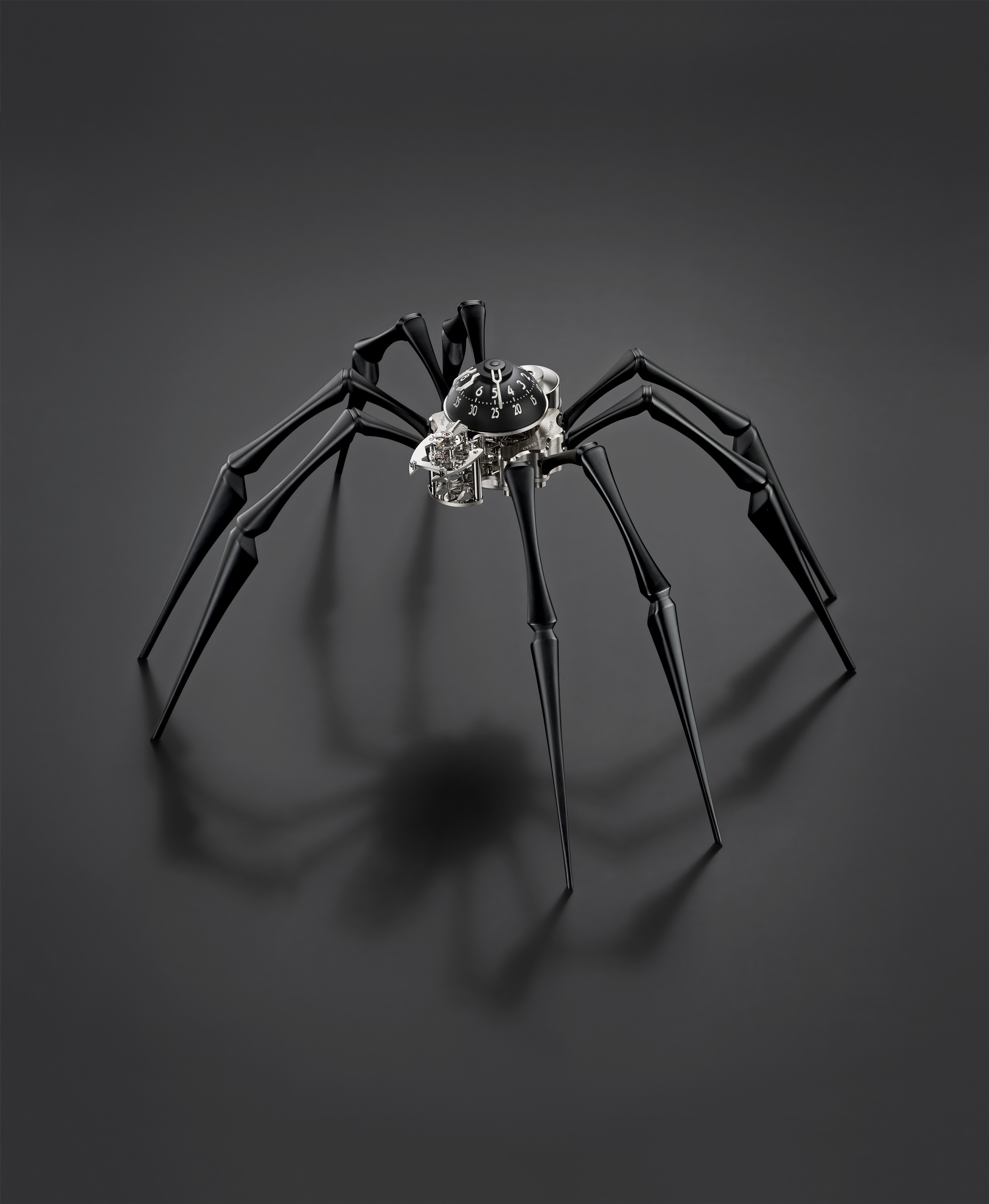
Arachnophobia - Horloge de table ou murale - 8 jours

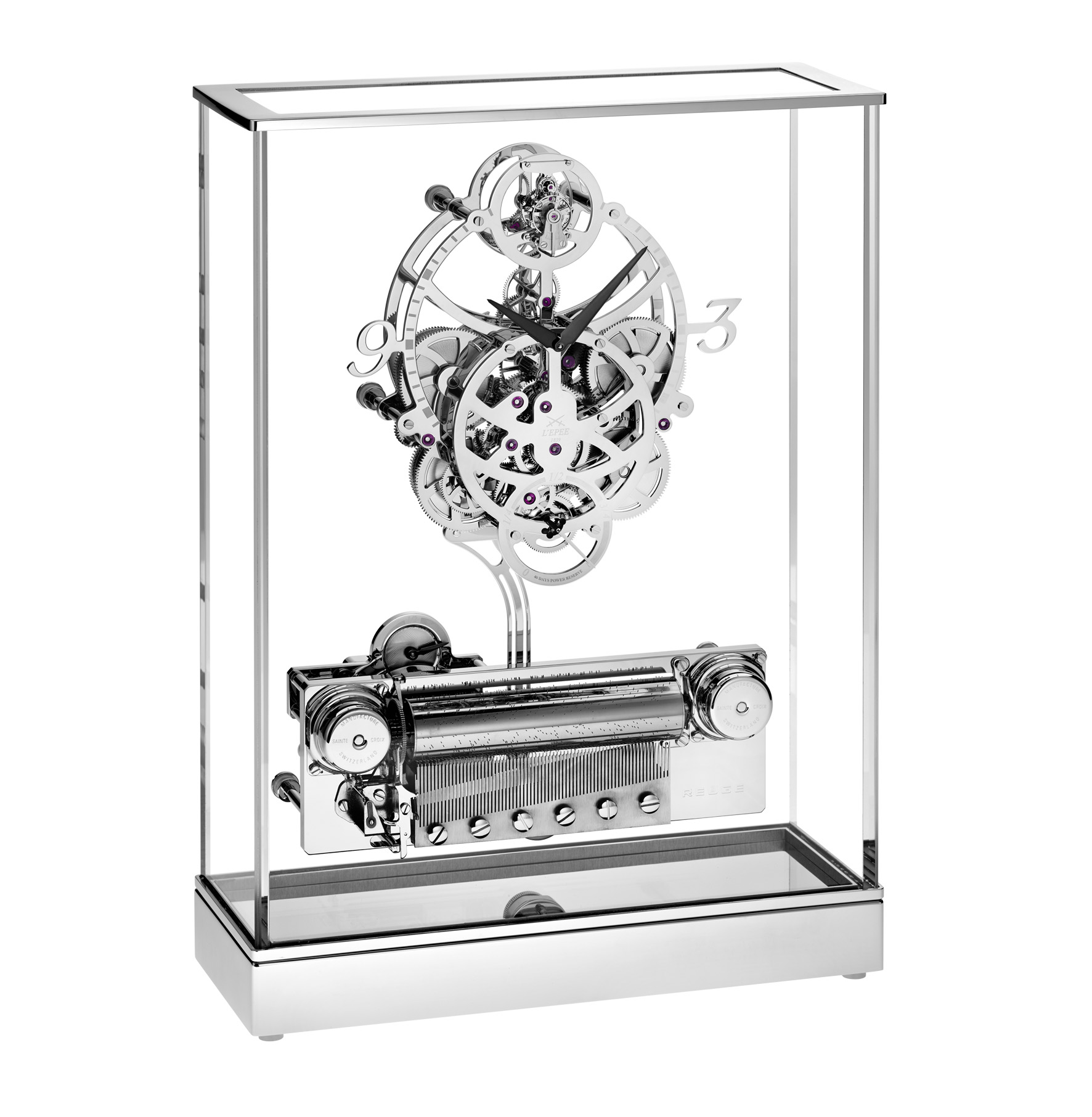
Duet - Horloge mécanique couplée à une boite à musique Reuge

La gamme actuelle L’Épée 1839 est entièrement de conception suisse. Elle comporte les produits suivants regroupés en trois familles :
Creative Art, collection d’objets d’art issus de la collaboration avec le laboratoire conceptuel horloger MB&F
- Sherman : Le robot au superpouvoir inspiré du fameux char américain[7] : mouvement mécanique avec une réserve de marche de huit jours. Le mouvement comporte 148 pièces, 17 rubis et mesure 143 × 109 × 80 mm [8]
- Arachnophobia, qui donne l’heure avec deux aiguilles et huit pattes : mouvement Swiss made L'Epée 1839 de huit jours - disponible entièrement doré ou palladium et laqué noir
- Melchior : le robot des 10 ans de MB&F
- Starfleet Machine : un design venu de l’espace

Contemporary Timepiece
- Two Hands : Pièce unique créée pour le 175e anniversaire de la marque : cabinet réalisé en Titane 5 avec un mouvement en laiton palladié, réserve de marche de 40 jours, créé par Vincent Calabrese[9].

- Duet : Projet en collaboration avec Reuge, fabricant de boites à musique : horloge de table avec 40 jours de réserve de marche, incluant une boite à musique de douze chansons, mouvement en laiton palladié avec de multiples finitions (côtes de Genève, polie, satinée...), système de mise à l'heure et remontage du mouvement avec une clé unique L’Épée.
- Le Duel : déclinaison de cette collection avec quatre produits : Le Duel, Le Duel Blackpearl (doré ou palladié), Le duel II
- Le Duel Perpétuel Tourbillon : inclut un tourbillon, un calendrier perpétuel en ligne, des doubles secondes rétrogrades de 20 secondes, ainsi qu’un double affichage de la réserve de marche
- Le Duel Perpétuel
- La Tour et La Tour Noire : créations inspirées du courant artistique du Bauhaus

Carriage Clocks, gamme d’horloges de voyage traditionnelles, également appelées « pendules d’officier »
- Anglaise
- Corniche
- Ovale
- Ovale Tourbillon
- Ovale Géante